# Microhierax caerulescens
O falconete-de-colar (Microhierax caerulescens) ou falcão-pequeno é uma espécie de ave de rapina da família Falconidae.
Pode ser encontrada nos seguintes países: Bangladesh, Butão, Camboja, China, Índia, Laos, Myanmar, Nepal, Tailândia e Vietname.
Os seus habitats naturais são: florestas temperadas.